# De Strijdlust is Geboren
De Strijdlust is Geboren – pierwszy, po singlu-demie, album muzyczny folk/viking metalowej grupy Heidevolk z Holandii. Zespół wydał ten album w roku 2005 na własny koszt, jednak po podpisaniu przezeń umowy z wytwórnią Napalm Records płytę wydano ponownie w roku 2008. Pierwotnie długość muzyki na albumie wynosiła 43 minuty i 57 sekund, jednak po dodaniu nowych utworów w roku 2008 czas jej trwania się wydłużył. Po przełożeniu na język polski tytuł De Strijdlust is Geboren oznacza Narodziła się Rządza Walki.

## Lista utworów
Na albumie znalazło się dziewięć utworów:
1. „Krijgsvolk” – 2:48
2. „Vale Ouwe” – 5:42
3. „Het Gelders Volkslied” – 3:42
4. „Winteroorlog” – 7:07
5. „En Wij Stappen Stevig Voort” – 3:10
6. „Furor Teutonicus” – 5:16
7. „Het Bier Zal Weer Vloeien” – 3:44
8. „Gelre 838, Wychaert” – 7:11
9. „Hengist en Horsa” – 5:12

W wersji wydanej przez Napalm Records dodano:
1. „Wodan Heerst” – 7:57[5]
2. „Het Bier Zal Weer Vloeien” (wersja ze skrzypcami) – 2:48
3. „Vulgaris Magistralis” (Normaal cover) – 3:43

## Twórcy
W nagraniach utworów na De Strijdlust is Geboren udział wzięli:
- Sebas Bloeddorst – gitara elektryczna
- Joris Boghtdrincker – wokal
- Reamon Bomenbreker – gitara elektryczna
- Paul Braadvraat – gitara basowa
- Stefanie Speervrouw – skrzypce (dodatkowe utwory z roku 2008)
- Mark Splintervuyscht – wokal
- Joost Vellenknotscher – perkusja